# دربند اسفجیر
دربند اسفجیر (به کرمانجی: دِروَند) نام روستایی در بخش خبوشان از توابع شهرستان فاروج استان خراسان شمالی است.

## موقعیت
این روستا در فاصله ۱۷ کیلومتری شمال غربی فاروج واقع شده و از شمال به روستای کوران کردیه، از شرق به روستای اسفجیر، از غرب به روستای ترقی و از جنوب به روستای حصار اندف محدود شده‌است.

## جمعیت و زبان
این روستا دارای ۲۱۴ نفر جمعیت است و به زبان کرمانجی که از گویش‌های زبان کردی است سخن می‌گویند.

## محصولات کشاورزی

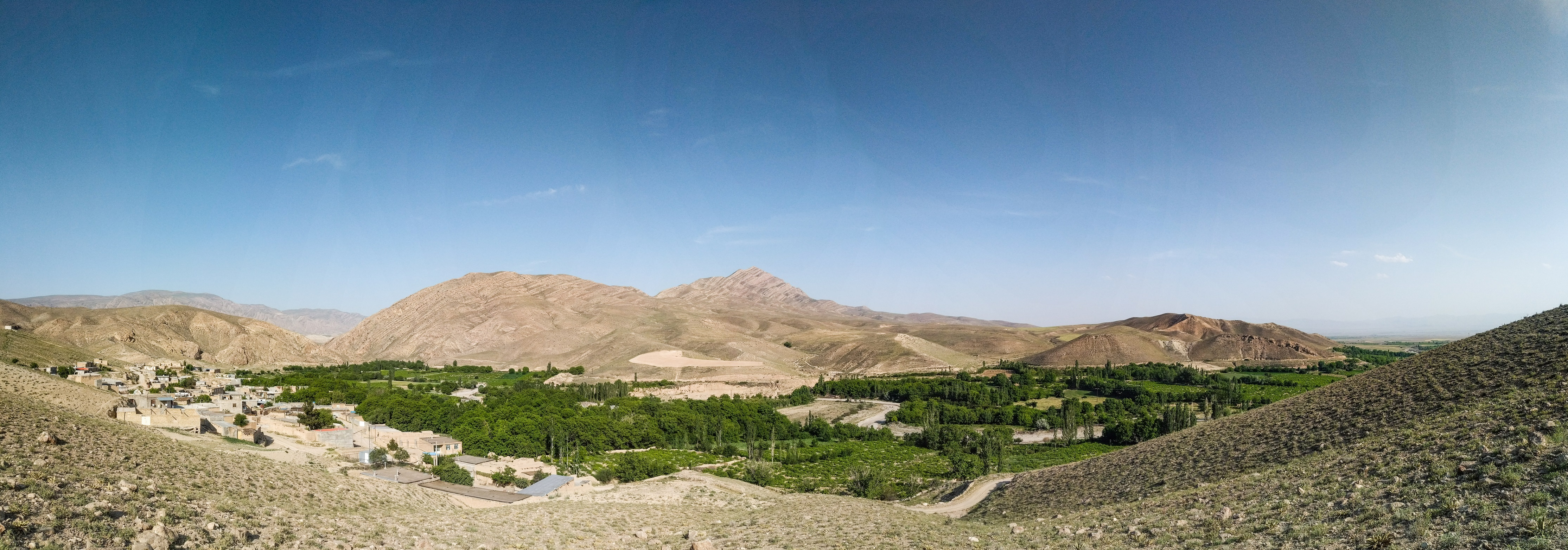
نمای گسترده از باغات روستای دربند اسفجیر تیرماه ۱۳۹۷

مردم این روستا به دامپروری و کشاورزی مشغول هستند و عمده محصولات کشاورزان گردو، انگور، سیب، گیلاس و زردآلو می‌باشد.

## جغرافیای طبیعی

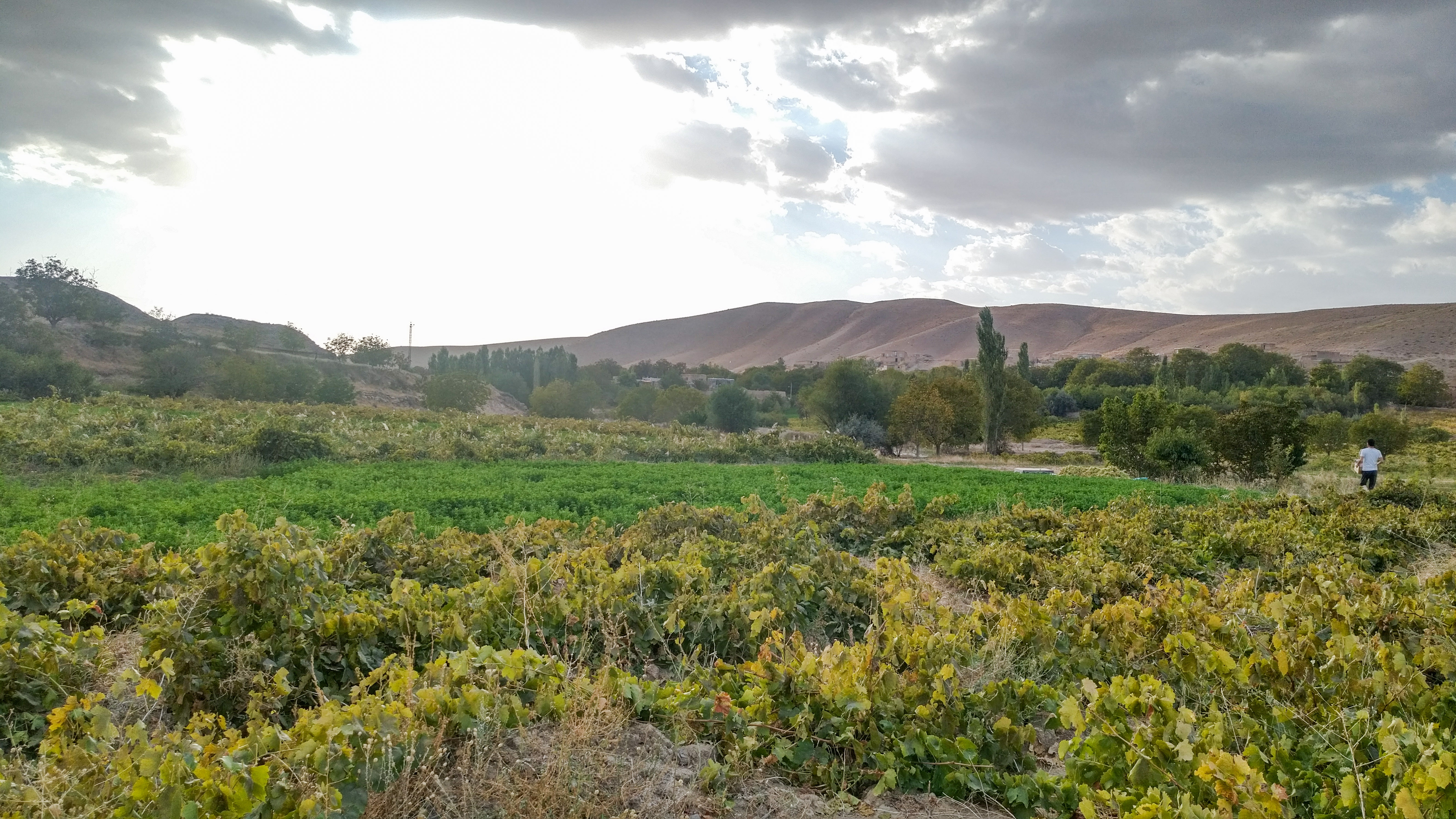
طبیعت روستای دربند اسفجیر شهریور ۱۳۹۷

### کوه
روستای دربند اسفجیر در جوار کوه شاه داغی (به ارتفاع ۲۰۸۰ متر) واقع شده و به دلیل اینکه اطراف این روستا کوه‌ها و تپه‌های فراوانی وجود دارد به همین نام (دربند) شناخته می‌شود.

### پوشش گیاهی
پوشش گیاهی منطقه شامل ارس، زرشک، گون، درمنه و کاسنی است.

### حیوانات
روباه، شغال، گرگ، مار، موش، کبک، خرگوش و عقاب

### رود
رود اسفجیر و دربند از این روستا عبور می‌کند و به خاطر دارا بودن چشمه‌ها و قنات‌های فراوان، جزو سرسبزترین و زیباترین روستاهای منطقه می‌باشد و هر ساله تعداد زیادی از مردم جهت گذراندن اوقات فراغت به این منطقه سفر می‌کنند.

## امامزاده‌ها
امامزاده عبدالله بن حسن مجتبی که در فاصله ۳ کیلومتری از روستای دربند اسفجیر واقع شده، محل زیارت و آرامستان مردم این روستا و همچنین روستاهای مجاور بوده و در مراسم عزاداری عاشورای حسینی، اجتماع باشکوه مردم منطقه در این بقعه متبرکه صورت می‌گیرد. 

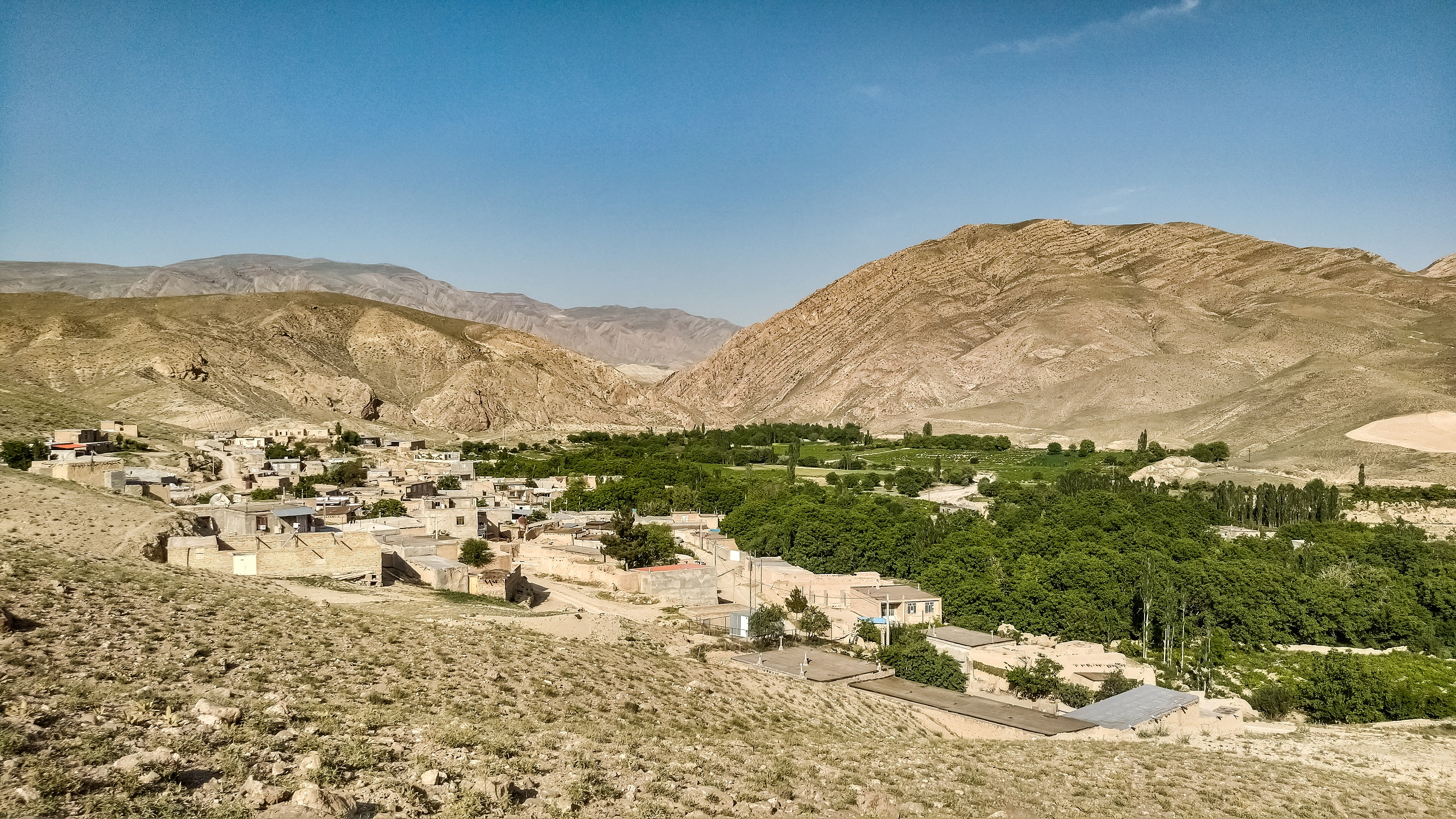
روستای دربند اسفجیر در تیرماه ۱۳۹۷

## حاکمان
وکیل اوغازی ملقب به وکیل بیگ به همراهی برادرش حکیم بیگ طی حکم صادره از والی قوچان در سال ۱۳۰۴ تا زمان ایجاد ژاندارمری به عنوان خان منطقه منصوب شده و در این روستا سکونت داشتند.